# Manrique Perez de Lara

Armas primitivas da Casa de Lara.

Manrique Perez de Lara (ca. 1118 - 1164) 1º Senhor de Molina.

## Relações familiares
Foi filho de Pedro Gonçalves de Lara e de Ava. Casou com Ermesenda de Narbona, filha Emérico II de Narbona, visconde de Narbona,  e de sua segunda esposa Ermesenda, de quem teve:
- Pedro Manrique de Lara, senhor de Molina e visconde de Narbona (m. janeiro de 1202) casou em 1165 com Sancha, infanta de Navarra filha do rei Garcia Ramires de Pamplona e de Urraca Afonso, a Asturiana
- Emérico III de Narbona, visconde de Narbona (m. depois de 1172).
- Guilherme Manrique de Lara.
- Maria Manrique de Lara (m. antes de 1192) casada com Diego Lopes I de Haro,senhor da Biscaia.
- Sancha Manrique de Lara.
- Ermengarda Manrique de Lara